# Arapovite
L'arapovite è un minerale appartenente al gruppo della steacyite.